# Венортспаркен
63°49′28″ пн. ш. 20°16′06″ сх. д. / 63.824444444444° пн. ш. 20.268333333333° сх. д.
63°49′28″ пн. ш. 20°16′6″ сх. д. / 63.82444° пн. ш. 20.26833° сх. д.

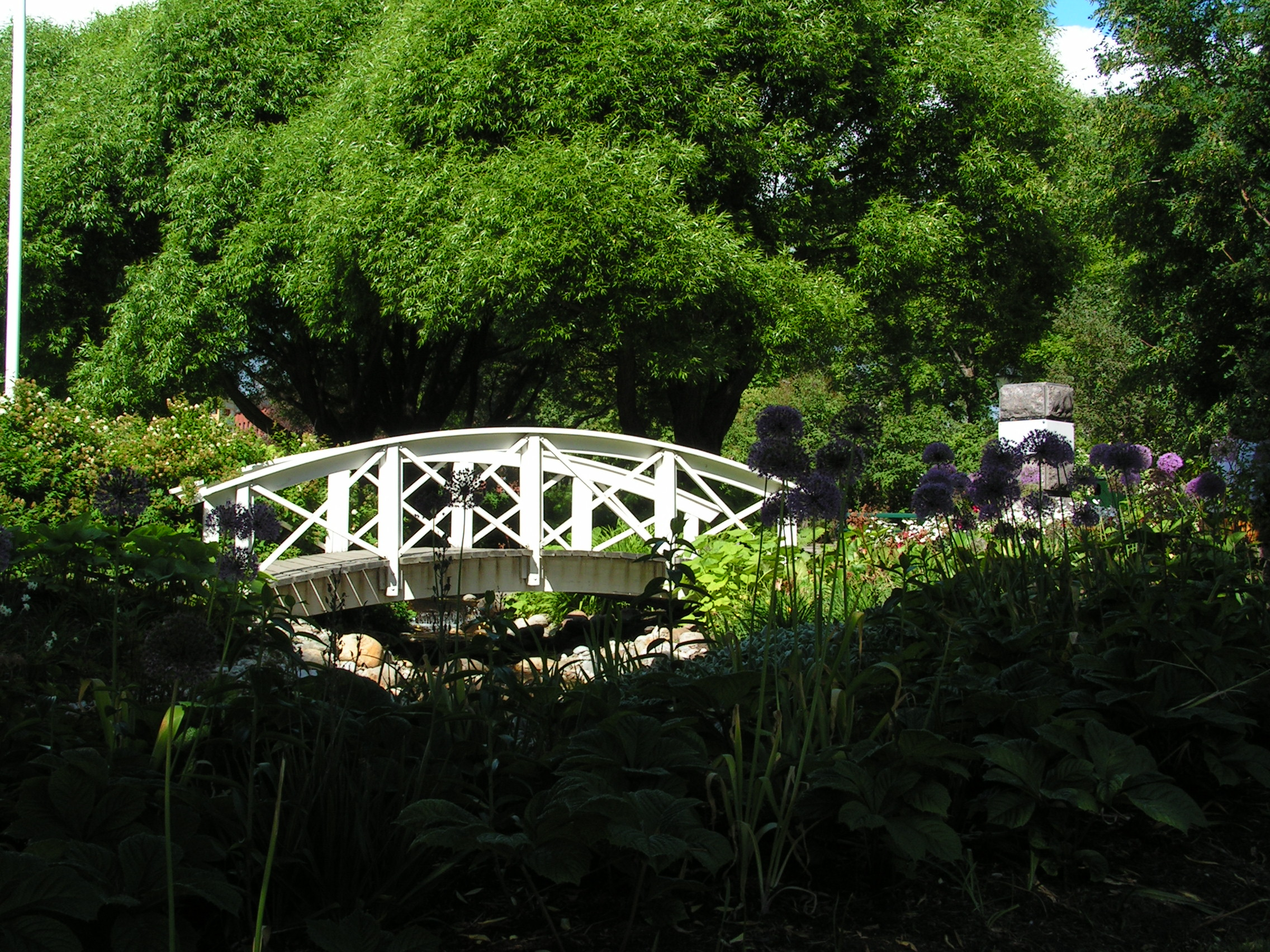
Міст у Венортспаркені

Венортспаркен (парк міст-побратимів) — парк в центрі Умео, Вестерботен, Швеція.

## Історія
Парк був побудований в 1858 році за ініціативою садового товариства Умео (заснованого в 1851 році). Проте парк був зруйнований після пожежі міста в 1888 році. Він був відновлений і отримав свою нинішню форму і назву в 1985 році після капітальної реконструкції. У той час саморобний потік у східній та північній частинах був доданий в зарості і мебльовані плями були присвячені шести містам-побратимів Умео. Ці плями були прикрашені артефактами, що символізують кожне місто: Хельсінгер в Данії, Вааса у Фінляндії, Петрозаводськ в Росії, Харстад в Норвегії, Вюрцбург в Німеччині та Саскатун в Канаді.
Скульптура Tellus художника Анте Дальштедта має вигляд кулі з розташуванням шести міст-побратимів. Вона була також піднята в 1985 році і підкреслює подвійну тему парку.
Площа парку засаджена норвезьким кленом. Є й інші види дерев, зокрема швейцарська сосна, сосна гірська, альпійська смородина, ясен і кінський каштан. Існує також береза (Betula Pendula Dalecarlica), шведське національне дерево, що було посаджене в 1985 році.
Старі імена області є Кюркторгет (Церковна площа) і Сколпаркен (шкільний парк).